# Stob, Kiustendil
Stob (în bulgară Стоб) este un sat în comuna Kocerinovo, regiunea Kiustendil,  Bulgaria. 

## Demografie
Componența etnică a satului Stob
     Bulgari (95,1%)
     Romi (2,91%)
     Nicio identificare (1,98%)
     Altele (0%)
La recensământul din 2011, populația satului Stob era de 756 locuitori. Din punct de vedere etnic, majoritatea locuitorilor (95,1%) erau bulgari, cu o minoritate de romi (2,91%). Pentru 1,98% din locuitori nu este cunoscută apartenența etnică.